# 1919 في ألمانيا
فيما يلي قوائم الأحداث التي وقعت خلال عام 1919 في ألمانيا.

## سياسة

### تعيين في المنصب
- 13 فبراير – فيليب شايدمان مستشار ألمانيا.
- 21 يونيو – جوستاف باور مستشار ألمانيا.

### انتهاء فترة المنصب
- 13 فبراير – فريدريش إيبرت مستشار ألمانيا.
- 20 يونيو – فيليب شايدمان مستشار ألمانيا.

## ظهور
- 1 يناير – سدهارتا كتاب من تأليف هرمان هيسه.
- 1 يناير – كلين وفاجنر
- 1 يناير – كلينجزور في صيفه الأخير رواية من تأليف هرمان هيسه.

## مواليد

### يناير
- 18 يناير – توني توريك لاعب كرة قدم ألماني.

### يوليو
- 8 يوليو – فالتر شيل الرئيس الرابع لجمهورية ألمانيا الاتحادية (1974-1979).
- 16 يوليو – إديث شنايدر
- 22 يوليو – ألفرد كيرن

### سبتمبر
- 17 سبتمبر – هورست كروجر كاتب ألماني.
- 19 سبتمبر – برنارد زيلر

### أكتوبر
- 7 أكتوبر – آنماري رينجر سياسية ألمانية.
- 28 أكتوبر – هانز كلينك

### نوفمبر
- 10 نوفمبر – كورت خموكر سياسي ألماني.
- 14 نوفمبر – رودولف كريتلين حكم كرة قدم ألماني.

### ديسمبر
- 14 ديسمبر – اغنيس فينك
- 15 ديسمبر – هانس ويسويلير
- 16 ديسمبر – ريتشارد شنايدر

### يناير
- 4 يناير – غورغ فون هيرتلنغ (مواليد 1843)
- 15 يناير – كارل ليبكنخت (مواليد 1871)
- 28 يناير – إرنست آدم (مواليد 1879) كاتب ألماني.

### مارس
- 6 مارس – جورج إيسر (مواليد 1870) لاعب جمباز فني من الولايات المتحدة الأمريكية.
- 25 مارس – ولهلم ليمبروك (مواليد 1881) نحات ألماني.

### مايو
- 2 مايو – جوستاف لانداور (مواليد 1870)
- 22 مايو – هيرمان أوبينهيم (مواليد 1857) طبيب أعصاب ألماني.

### يوليو
- 15 يوليو – هيرمان إميل فيشر (مواليد 1852) كيميائي ألماني.

### أغسطس
- 9 أغسطس – إرنست هيكل (مواليد 1834)
- 24 أغسطس – فريدريش ناومن (مواليد 1860) سياسي ألماني.

### سبتمبر
- 23 سبتمبر – هاينريش برونز (مواليد 1848)

### أكتوبر
- 29 أكتوبر – نيكولاوس بلوم (مواليد 1857)

### نوفمبر
- 18 نوفمبر – أدولف هورفيتز (مواليد 1859) رياضياتي ألماني.

### ديسمبر
- 13 ديسمبر – فولديمار فويغت (مواليد 1850) فيزيائي ألماني.
- 22 ديسمبر – هيرمان فاينغارتنر (مواليد 1864) لاعب جمباز فني ألماني.